# 严於信
严信（1987年1月28日—），男，籍贯陕西，生于北京，中国中央电视台新闻节目主持人、记者。中国共产党党员（2009年—）。

## 生平
严於信毕业于中国传媒大学播音系。2008年起在中央电视台实习，并参与过北京奥运会的相关报道工作。2009年起，正式担任出镜新闻主播，并于不久后赴西藏支援工作。回台后，相继主持过《午夜新闻》、《新闻直播间》、《新闻30分》等节目以及多场重大事件直播报道。
2020年9月23日，严於信与女主播李梓萌搭档，首次主持《新闻联播》节目，成为此节目该月迎来的第三位新主播和最年轻主播，比其他主播年轻10岁以上。

## 主持节目
- 午夜新闻（2010年—？，已不再主持）
- 朝闻天下（2014年—2021年）
- 新闻联播（2020年—今）